# جون دويل (رسام)
جون دويل هو رسام كندي، ولد في 1950 في تورونتو في كندا.

## وصلات خارجية
- الموقع الرسمي